# Teresa Villarreal
Teresa Villarreal (Lampazos, 1883  - Cidade do México, 1949) foi uma escritora e revolucionária mexicana, que contribuiu com a Revolução do México contra a ditadura de Porfírio Díaz. Fundou o jornal El Obrero, que apoiava a anti-reeleição e a candidatura de Francisco Madero, e abordava assuntos sobre os direitos dos trabalhadores. Foi, também, uma ativista feminista e fundadora do jornal La Mujer Moderna, que abordava assuntos referentes a emancipação das mulheres.

## Biografia
Nasceu em 1883, em Lampazos, no estado mexicano de Nuevo León, como filha de Ignacia González e Próspero Villarreal Zuazua. E teve como irmãos: Andrea, Antonio Irineo, Próspero e Alfonso.
Seu pai foi um dos fundadores da Sociedad de Obreros de Lampazos, que tratava de assuntos trabalhistas. E toda a sua família fazia parte do movimento revolucionário, contra o ditador Porfírio Díaz. Em 1904, Villarreal e sua família precisaram buscar exílio político nos Estados Unidos. Teresa e sua irmã se estabeleceram em San Antonio, no Texas. Seu pai e irmãos foram, em 1905, para  St. Louis, no Missouri.
No ano de 1910, fundou o jornal El Obrero: Periódico Independiente, onde abordava assuntos referentes ao proletário e os incentivava a se juntarem a Revolução Mexicana; e, juntamente com sua irmã Andrea, fundaram o jornal feminista La Mujer Moderna, onde abordavam assuntos sobre a emancipação das mulheres.

Com a candidatura de Madero em 1911, Villarreal retornou para a Cidade do México, junto com sua irmã Andrea e seu irmão Antonio. Faleceu em 1949, nesta mesma cidade.